# Блессюм
Блессюм (нід. Blessum) — село в нідерландській провінції Фрисландія. Входить до муніципалітету Вадхуке.
Його площа становить 2,65км², а населення станом на 2021 рік складало 80 осіб.
Перші згадки про населений пункт датуються серединою 13-го сторіччя.

## Галерея

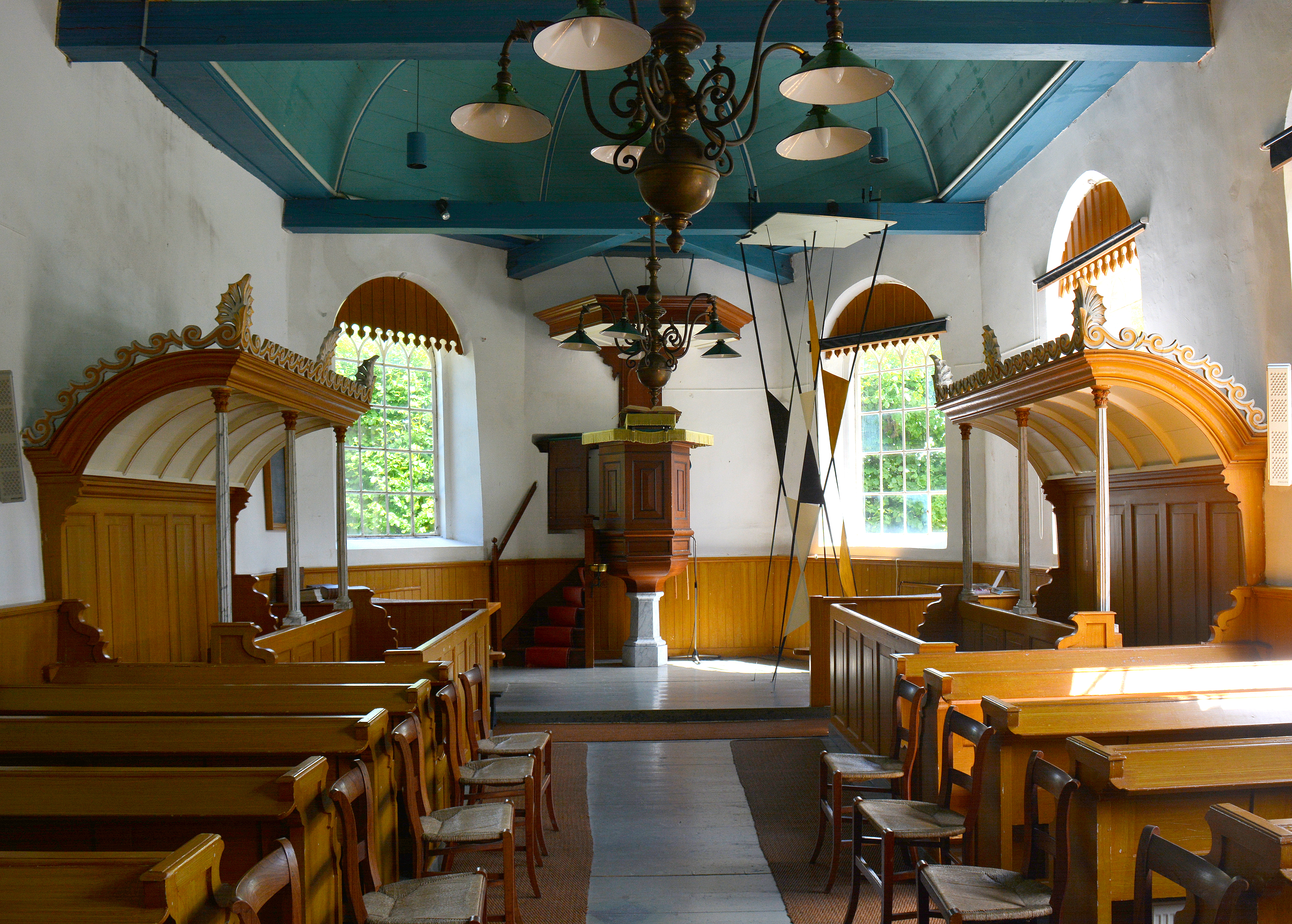
Інтер'єр сільської церкви
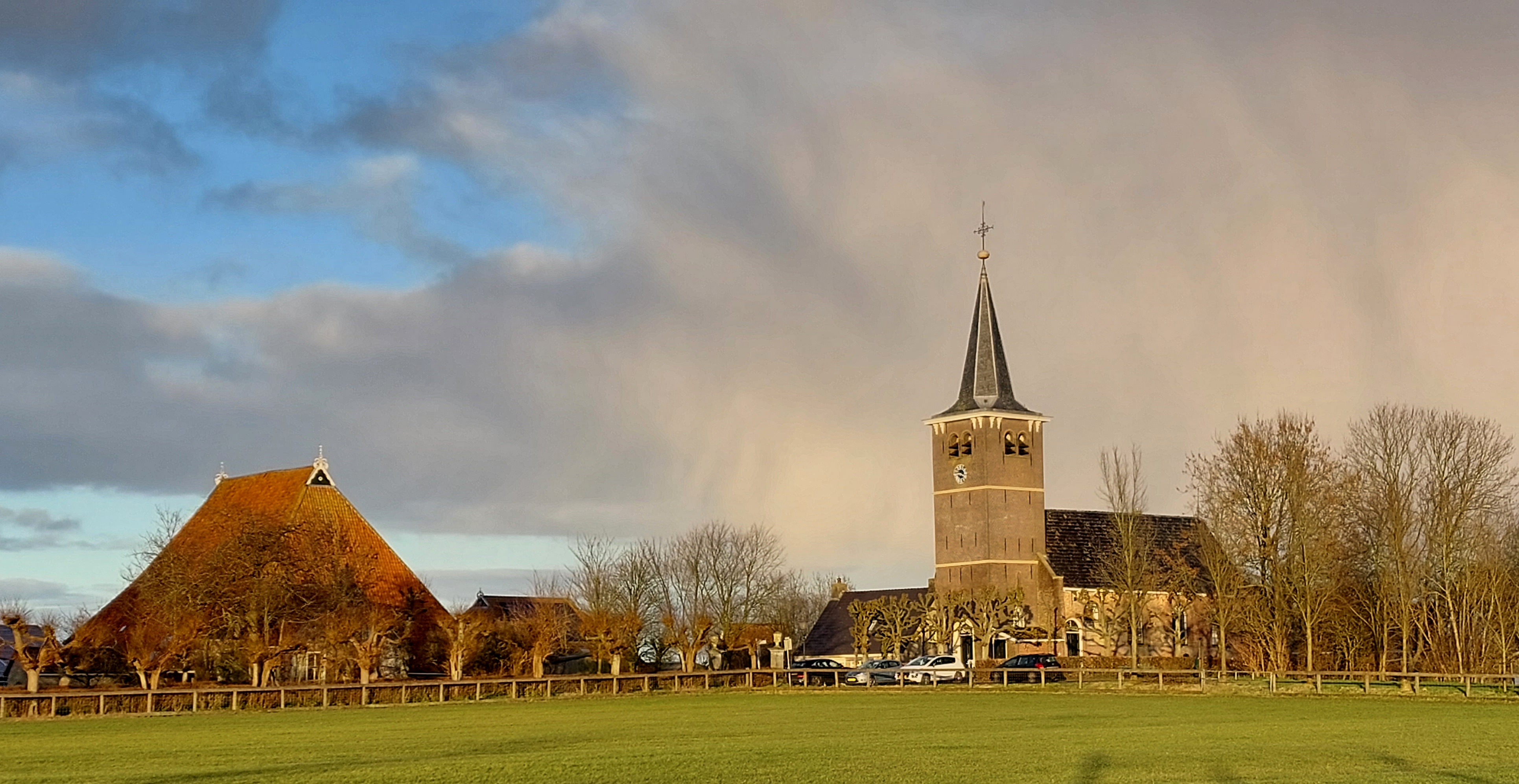
Панорама Блессюма
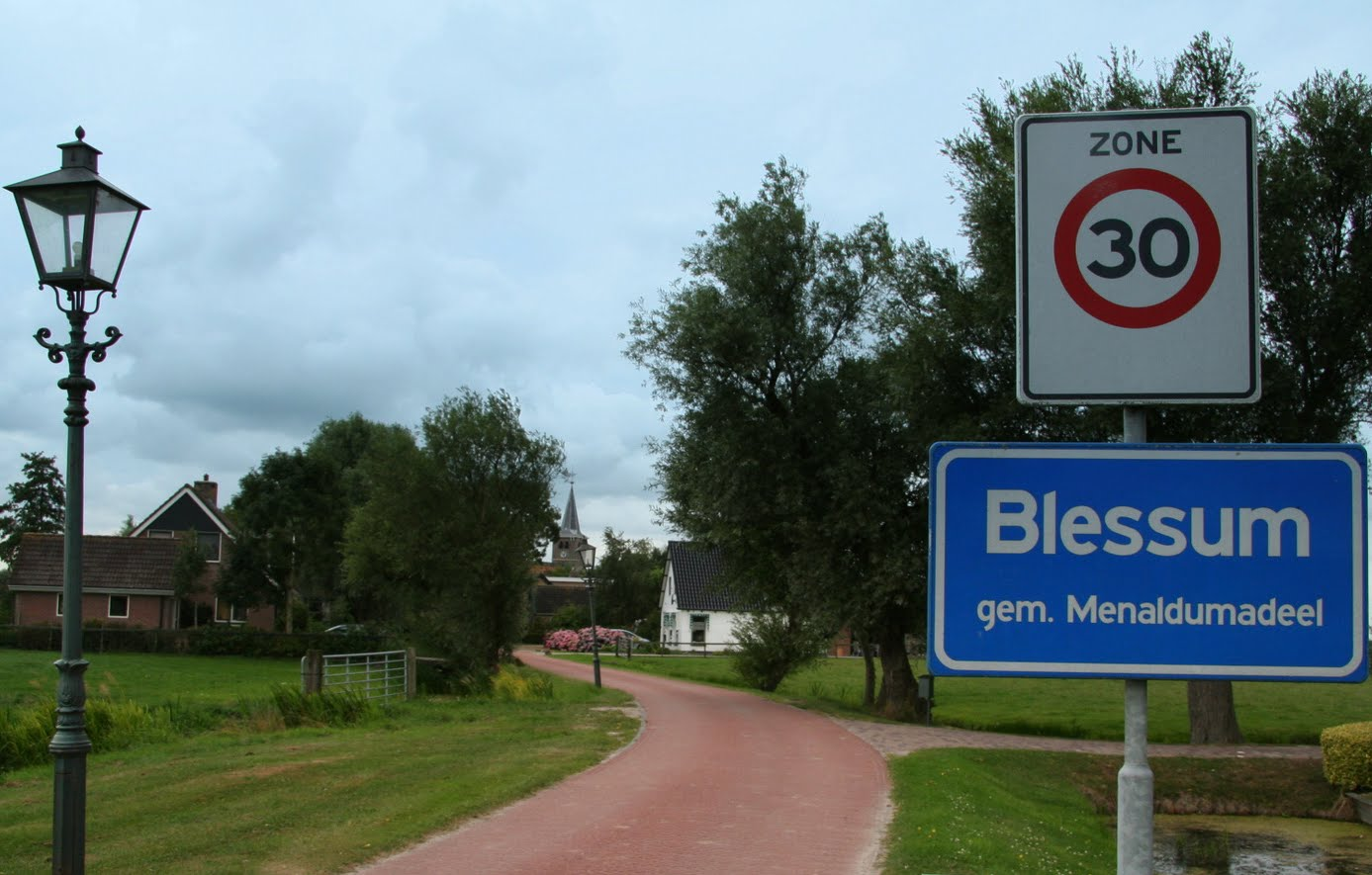
В'їзд до села
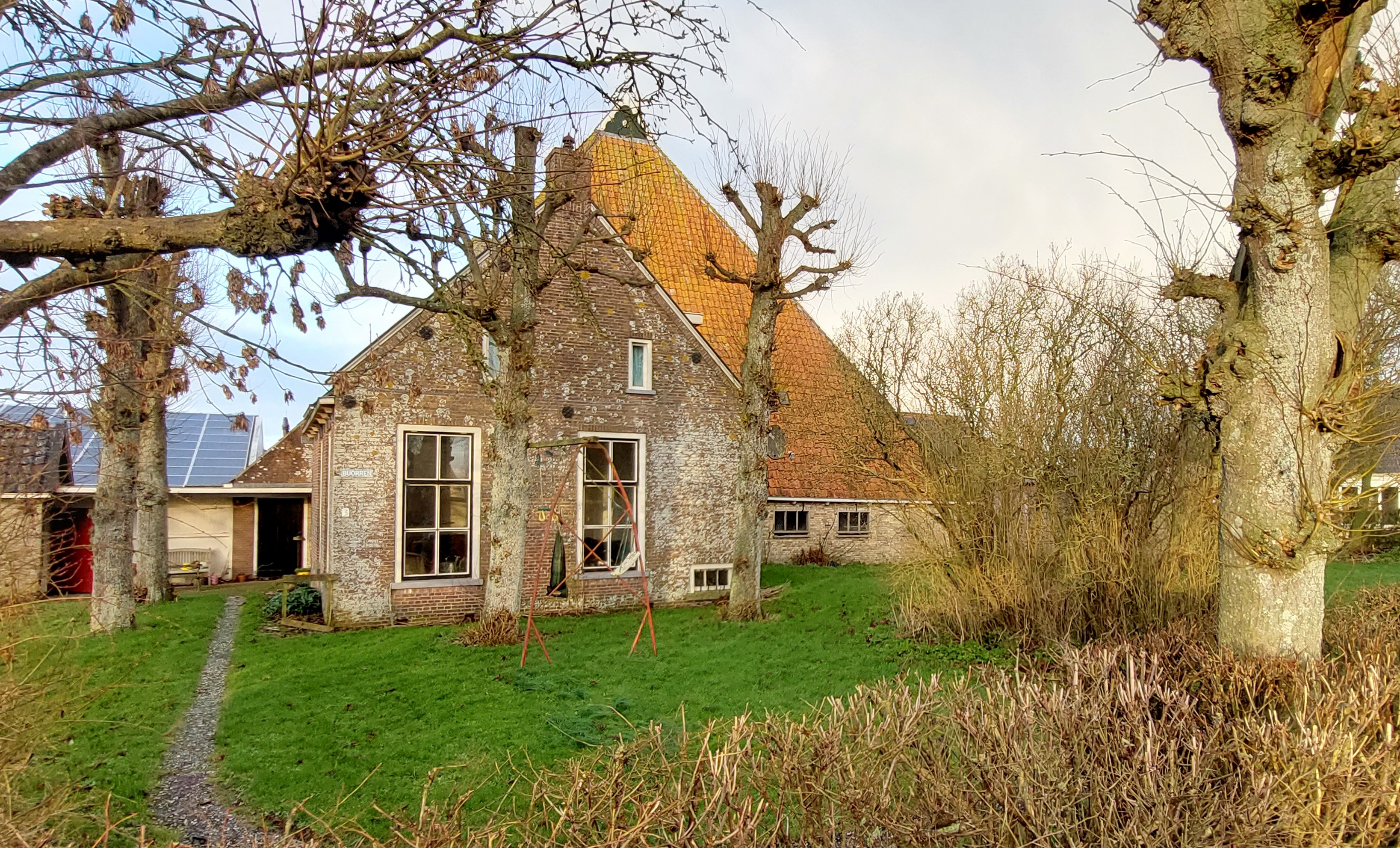
Ферма у Блессюмі